# Ostrov (zámek, okres Kutná Hora)
Zámek Ostrov se rozkládá v severozápadní části intravilánu stejnojmenné obce v okrese Kutná Hora, necelých 5 kilometrů jižně od obce Zbraslavice (vesnice Ostrov je její část) a asi 2 kilometry jihozápadně od obce Bohdaneč. Je chráněn jako kulturní památka České republiky. Předmětem památkové ochrany není jen zámek, ale prakticky celý areál: dům čp. 2 s hospodářskou částí, správní budova čp. 3 s hospodářskými budovami, dvě stodoly, kolna, několik ohradních zdí a také socha sv. Jana Nepomuckého. V současnosti není zámek veřejnosti běžně přístupný.

## Historie a popis
Ostrovský poplužní dvůr se zámkem prošel v historii několika stavebními úpravami. Od roku 1580 je Ostrov uváděn jako tvrz a při ní poplužní dvůr. První dochované údaje o polohách staveb však pocházejí až z roku 1673, podrobnější pak z roku 1704 (počty a zaměření všech staveb poplužního dvora i zámku). Nejrozsáhlejší přestavbou prošel zámek Ostrov v letech 1758–1784, tedy v období vrcholného až pozdního baroka. V letech 1832–1845 prošel ostrovský zámek a poplužní dvůr ještě několika klasicistními stavebními úpravami. Menší, mnohdy necitelně provedené, zásahy proběhly v letech 1958–1960 a  1980–1990. Do roku 2005 byl zámek ve velmi špatném stavu, zejména obě křídla na jižní straně areálu, kde byl až do poloviny 90. let 20. století ustájen dobytek. Neudržovanými střechami na mnoha místech zatékalo. Většina hospodářských budov byla v troskách. Tehdejší stav zámku i hospodářských budov je zčásti stále ještě možné vidět na fotografiích Národního památkového ústavu v systému MonumNet.
Na přelomu let 2004 a 2005 byl celý areál zakoupen firmou Less, s cílem vybudovat zde firemní sídlo. V letech 2005–2008 proběhla rozsáhlá, ale citlivá rekonstrukce. Budova zámku byla zrekonstruována do barokní podoby z období Zikmunda Moravce, nejvýznamnějšího vlastníka Ostrova v 18. století. Interiéry v přízemí jsou kanceláře, v patře je byt. Budova bývalé hospodářské správy dnes slouží jako správní budova a recepce firmy. V horní stodole je umístěn firemní archív, v dolní je technické zázemí. Bývalá kolna je využívána jako konferenční místnost a jídelna. Ve veřejně přístupné části areálu (mezi zámkem a ostatními budovami) jsou kašna pro ptáky, sochy Pavla Purkrábka, replika barokního holubníku, pomník skláře Antonína Rückla od sochařky Pauliny Skavove a socha sv. Jana Nepomuckého.

## Fotogalerie

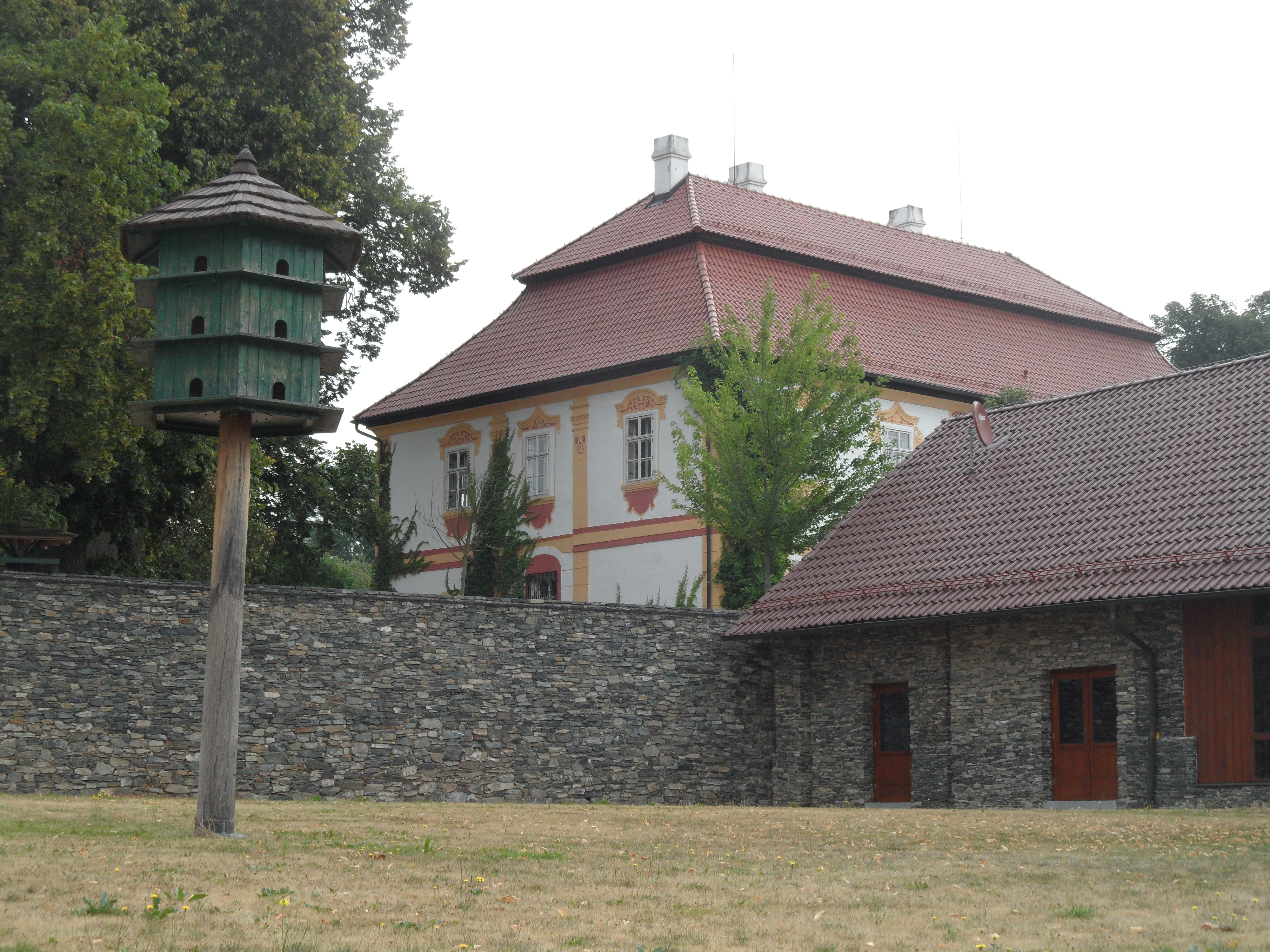
Část areálu a holubník
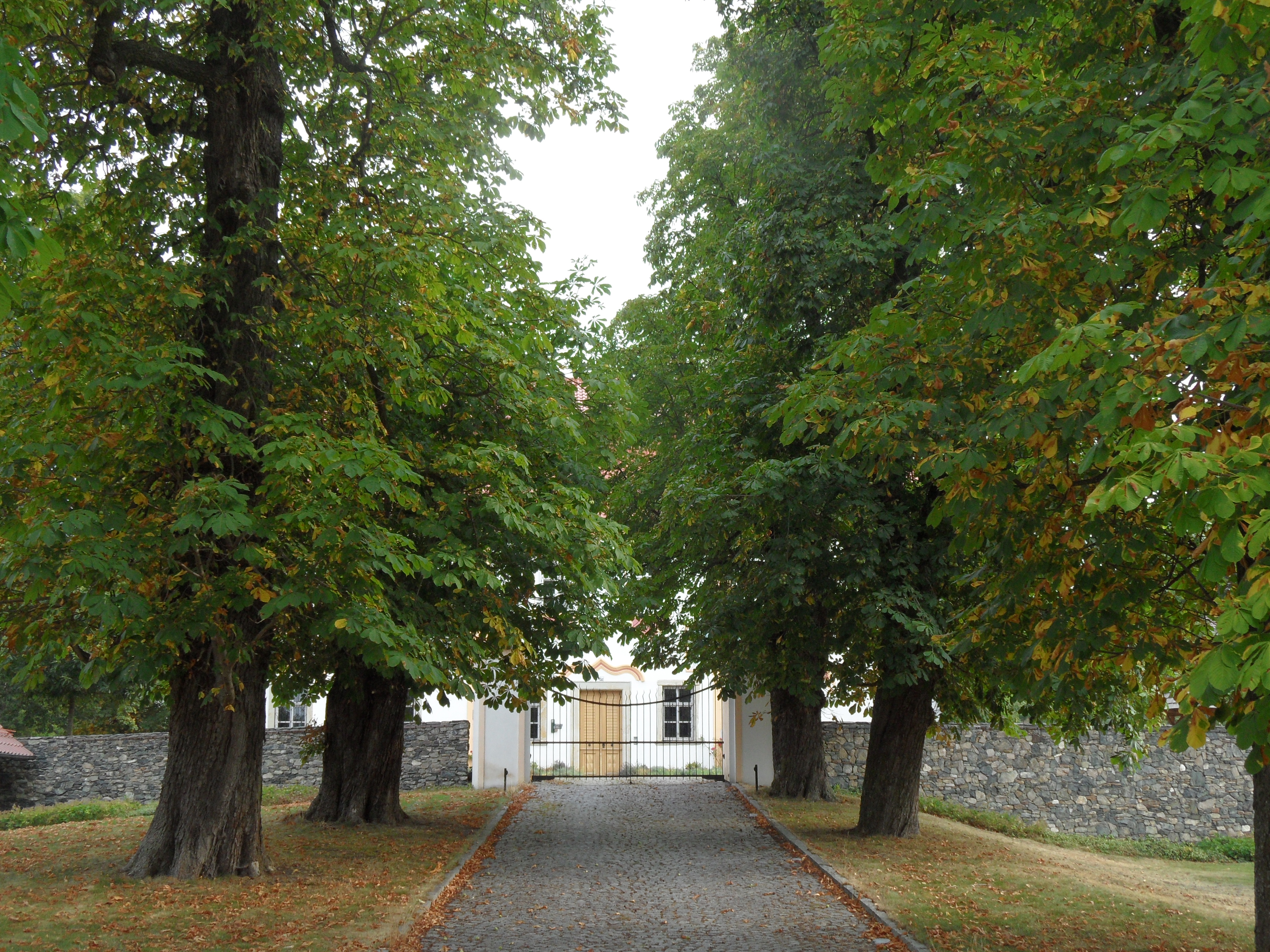
Alej k bráně zámku
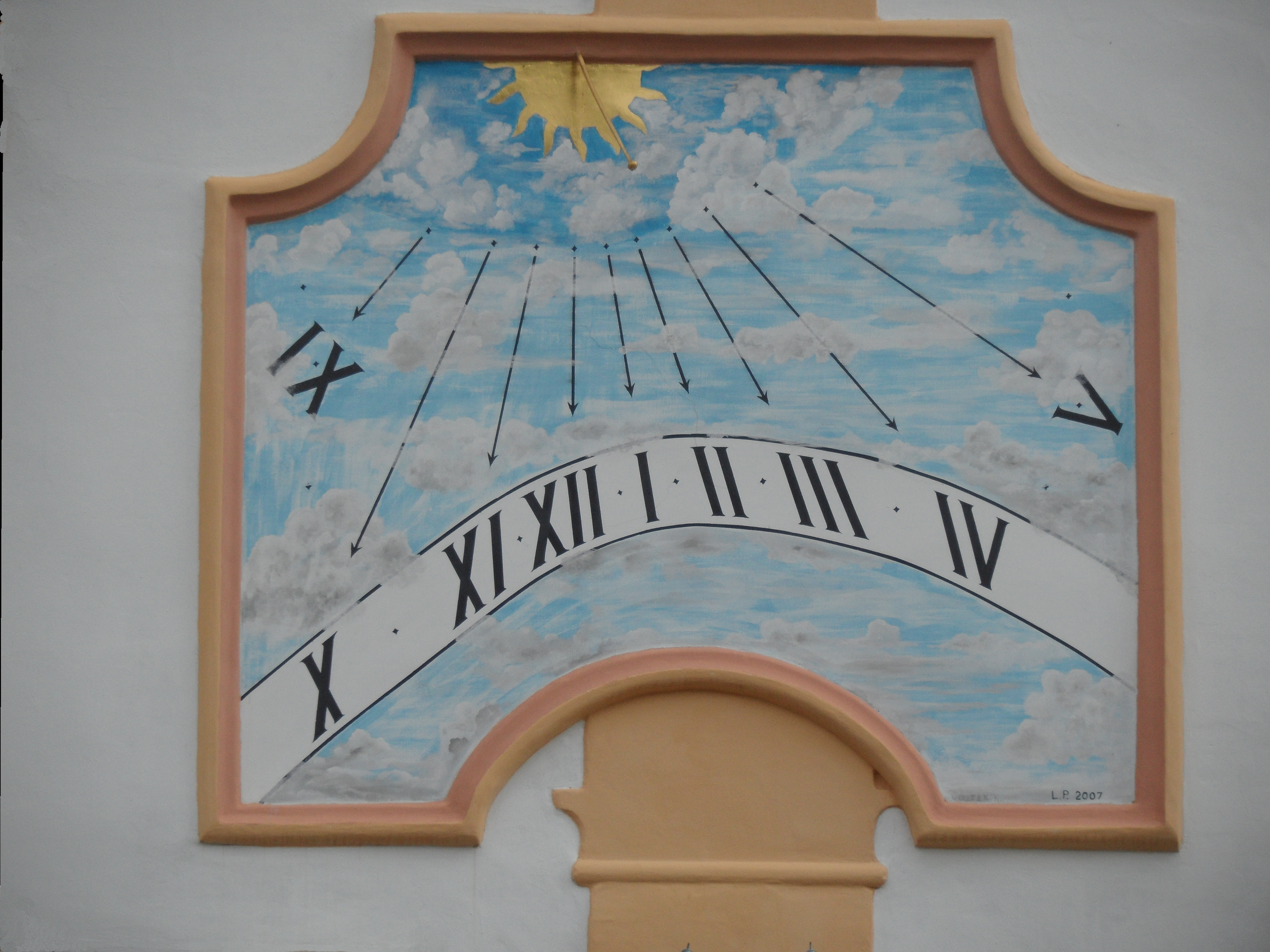
Sluneční hodiny
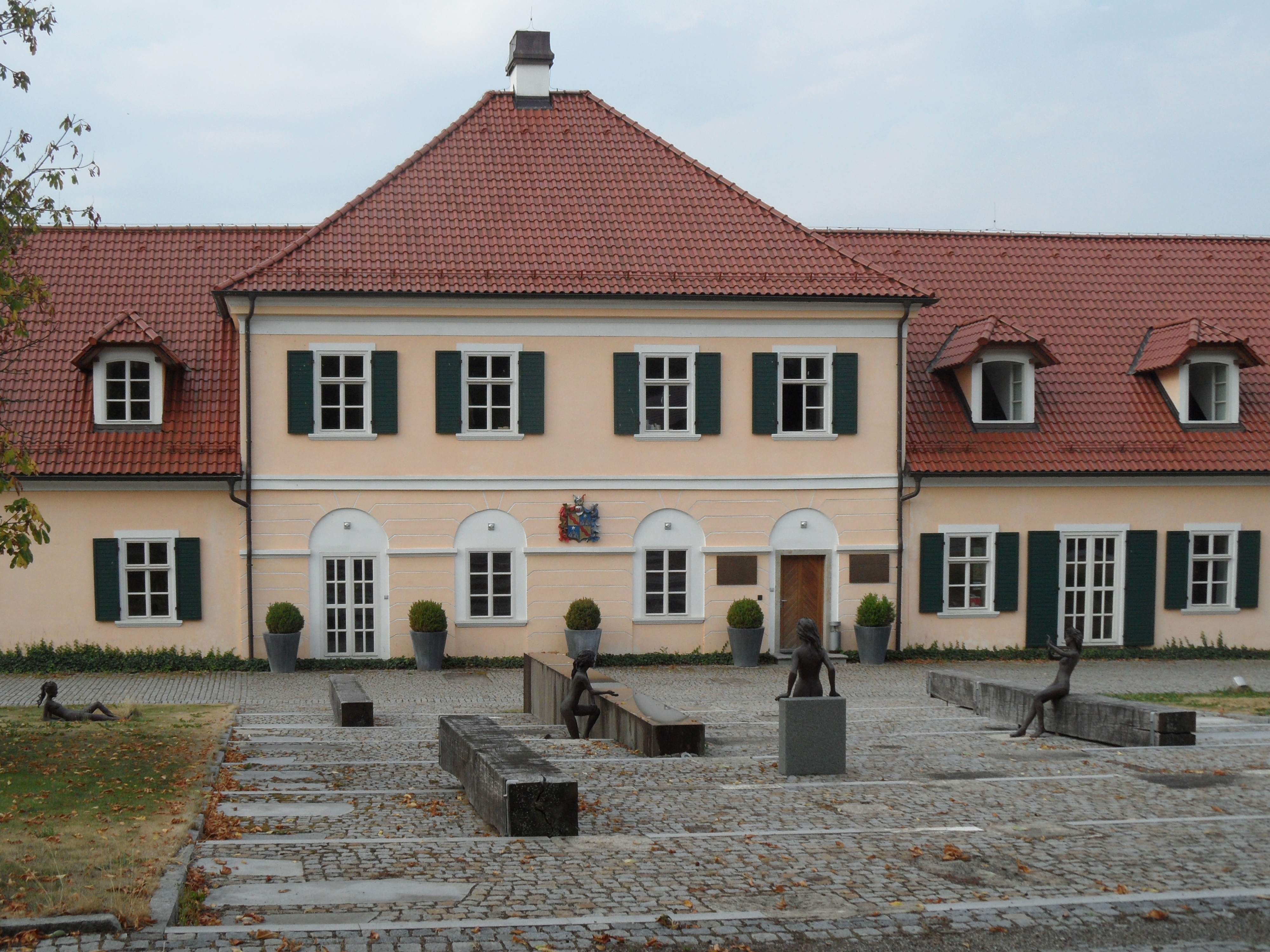
Hospodářská budova a sochy
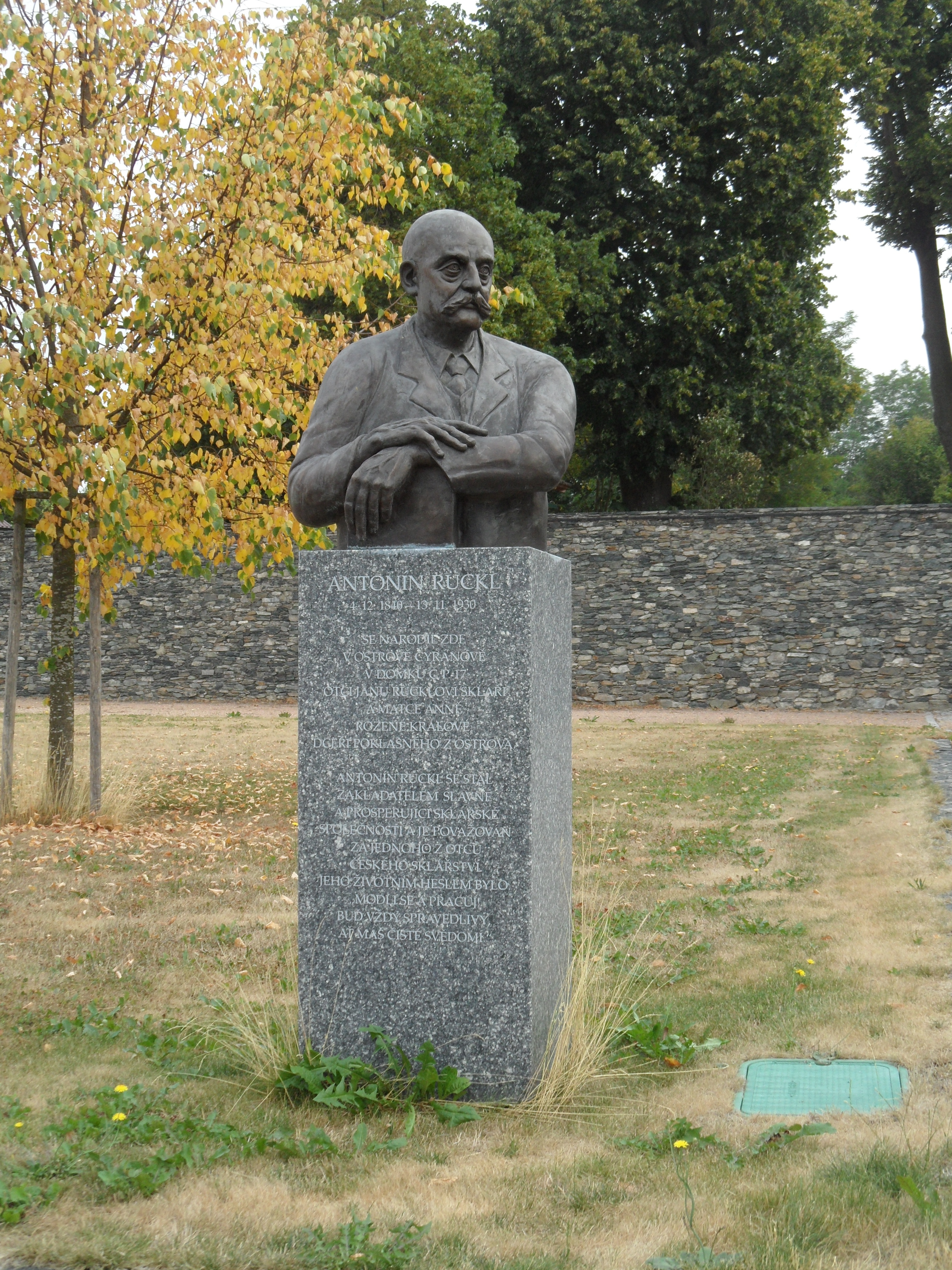
Pomník Antonína Rückla
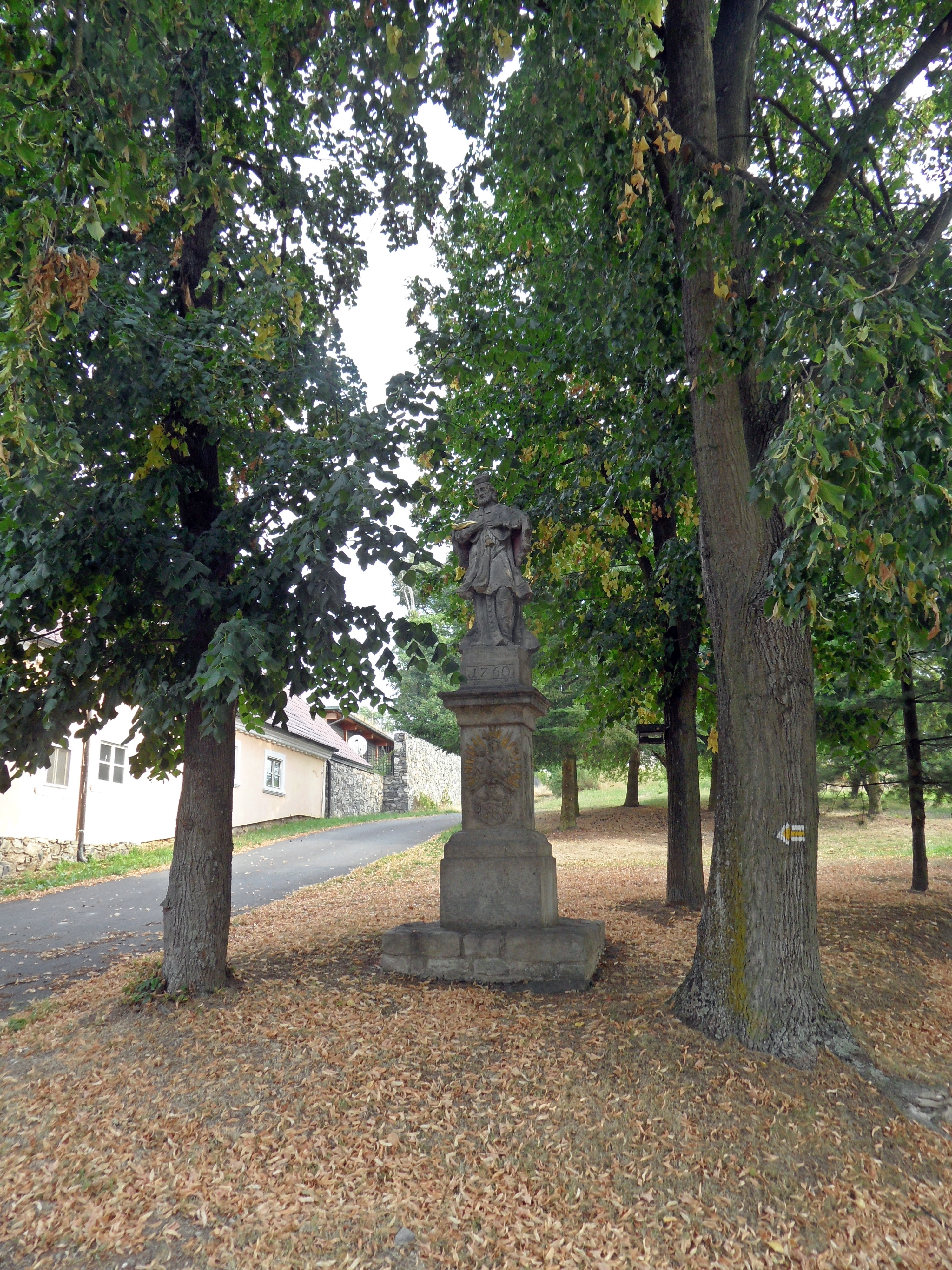
Socha sv. Jana Nepomuckého